# برنارد ناتان
برنارد ناتان (فرانسوی: Bernard Natan‎؛ زاده ۱۴ ژوئیهٔ ۱۸۸۶ درگذشته ) یک بازیگر پورنوگرافی اهل فرانسه بود.